# Nguyễn Văn Trân
Nguyễn Văn Trân (15 tháng 1 năm 1917 – 7 tháng 12 năm 2018) là một cựu chính khách Việt Nam. Ông từng giữ chức Bí thư Trung ương Đảng, Bí thư Thành ủy kiêm Chủ tịch Ủy ban Kháng chiến Hà Nội, Tổng Thanh tra Chính phủ rồi Bộ trưởng Bộ Giao thông và Bưu điện trong Chính phủ Việt Nam.

## Khởi đầu sự nghiệp cách mạng
Ông sinh ngày 15 tháng 1 năm 1917, tại làng Phù Xá, xã Văn Môn, huyện Yên Phong tỉnh Bắc Ninh.
Năm 18 tuổi, ông lên Hà Nội làm công nhân nhà in và bắt đầu tham gia các cuộc đấu tranh, tuyên truyền bảo vệ quyền lợi thợ thuyền. Do là một thành viên tích cực của phong trào công nhân, ông thường bị giới chủ tư bản đuổi việc. Ông bắt đầu tham gia hoạt động cách mạng trong phong trào Mặt trận Dân chủ Đông Dương, một tổ chức công khai của Đảng Cộng sản Đông Dương bấy giờ. Chính vì vậy, 2 năm sau, ông được kết nạp và trở thành đảng viên.
Năm 1939, Chính phủ Mặt trận Bình dân đổ, chính quyền thực dân Pháp tiến hành khủng bố thuộc địa, ông cùng các đồng chí của mình rút vào hoạt động bí mật. Vì đã từng làm nghề in, ông được tổ chức đưa ra ngoại thành bí mật in báo "Cờ giải phóng" để tuyên truyền chống Pháp. Không may, một thời gian sau đó, cơ sở in ấn này bị lộ, ông bị chính quyền thực dân Pháp bắt giam, đưa ra tòa xét xử bản án 10 năm khổ sai đày đi Sơn La tháng 7 năm 1940.
Ngày 3 tháng 8 năm 1943, ông cùng với Nguyễn Lương Bằng, Trần Đăng Ninh và Lưu Đức Hiểu vượt ngục ở Sơn La. Sau khi bắt liên lạc được với tổ chức, ông được phân công làm Ủy viên Thường vụ Xứ ủy Bắc Kỳ, sau được bầu là Bí thư Xứ ủy.

## Tham gia công tác Chính phủ
Ông được bầu làm Đại biểu Quốc hội khóa I nước Việt Nam Dân chủ Cộng hòa. Khi Pháp gây hấn ở Hà Nội, ông được cử làm Chủ tịch Ủy ban Hành chính Kháng chiến Hà Nội, Bí thư Đảng ủy Mặt trận kiêm Chủ tịch Ủy ban bảo vệ Hà nội. Với lực lượng chênh lệch, vũ khí thô sơ, thiếu thốn, lực lượng quân dân bảo vệ Hà nội phải chống lại lực lượng tinh nhuệ được vũ trang hiện đại của Pháp, cầm chân và tiêu hao quân Pháp trong gần 2 tháng là một kỳ công đáng khích lệ cho quân đội non trẻ của Việt Nam Dân chủ Cộng hòa.
Ngày 25 tháng 1 năm 1948, Chủ tịch Hồ Chí Minh ký Sắc lệnh 125/SL cử ông làm Ủy viên Nhân dân trong Ủy ban Kháng chiến kiêm Hành chính Liên khu III. Không lâu sau, ông được bổ nhiệm làm Chủ tịch Ủy ban Kháng chiến Hành chính Liên khu III.
Tháng 2 năm 1951, ông được bầu là Ủy viên dự khuyết Ban Chấp hành Trung ương Đảng Lao động Việt Nam.
Ngày 15 tháng 7 năm 1951, ông được bổ nhiệm làm Tổng Thanh tra Phó trong Ban Thanh tra Chính phủ, thay ông Trần Đăng Ninh sang đảm nhiệm chức vụ Chủ nhiệm Tổng cục Cung cấp.
Ngày 9 tháng 9 năm 1952, ông được bổ nhiệm làm Tổng Thanh tra Chính phủ Việt Nam thay ông Hồ Tùng Mậu vừa qua đời.
Sau khi tiếp quản miền Bắc, ông được Quốc hội Việt Nam Dân chủ Cộng hòa phê chuẩn bổ nhiệm làm Bộ trưởng Bộ Giao thông và Bưu điện. Tháng 4 năm 1958, ông được phân công kiêm nhiệm chức vụ Chủ nhiệm Ủy ban Kế hoạch Nhà nước. Đến tháng 12 năm 1958, khi tổ chức lại Ủy ban Kế hoạch, ông làm Phó Chủ nhiệm Ủy ban Kế hoạch Nhà nước. Ông Nguyễn Duy Trinh được bổ nhiệm làm Chủ nhiệm.
Từ năm 1960, ông được bổ nhiệm làm Bộ trưởng Bộ Công nghiệp nặng 2 nhiệm kỳ. Tháng 9 năm 1960, ông được bầu là Ủy viên chính thức Trung ương Đảng và đến tháng 1 năm 1961, ông được bổ sung làm Bí thư Trung ương Đảng., kiêm Phó trưởng ban Công nghiệp Trung ương 
Tháng 2 năm 1967, ông được miễn nhiệm chức vụ Bộ trưởng, được phân công tham gia Thường vụ Thành ủy Hà Nội. Từ năm 1968 đến năm 1974, ông được bầu làm Bí thư Thành ủy Hà Nội.
Năm 1975 ông được Trung ương cử vào miền nam làm thành viên Trung ương Cục miền nam, sau đó tham gia công tác chỉ đạo Ban cải tạo công thương nghiệp Trung ương.
Sau khi Việt Nam thống nhất, ông được bầu làm Trưởng ban Ban Ngân sách của Quốc hội nước Cộng hòa Xã hội Chủ nghĩa Việt Nam. Ông giữ chức vụ này cho đến ngày 29 tháng 12 năm 1978.
Năm 1978, Chính phủ Việt Nam thành lập Viện Quản lý kinh tế Trung ương, ông được bổ nhiệm giữ chức Viện trưởng đầu tiên cho đến năm 1989.

## Tôn vinh
Năm 2007, ông được Nhà nước Cộng hòa Xã hội Chủ nghĩa Việt Nam tặng Huân chương Sao Vàng.
Năm 2012 ông được Nhà nước trao tặng Huy hiệu 75 tuổi Đảng.
Chiều 20.6, tại Trụ sở Chính phủ, Đảng ủy Văn phòng Chính phủ (VPCP) đã tổ chức lễ trao tặng Huy hiệu Đảng, Huân chương Độc lập và Bằng khen của Đảng ủy khối các cơ quan T.Ư cho các đảng viên của Đảng bộ. 13 người được trao tặng Huy hiệu Đảng đợt này, trong đó có hai người nhận Huy hiệu 80 năm tuổi Đảng gồm nguyên Bí thư T.Ư Đảng Nguyễn Văn Trân; nguyên Bí thư T.Ư Đảng, nguyên Phó thủ tướng Nguyễn Côn.
Ngày 7 tháng 12 năm 2018, ông Nguyễn Văn Trân qua đời. Ngày 14 tháng 12 năm 2018, Ban Chấp hành T.Ư Đảng, Chủ tịch nước, Chính phủ, Quốc hội, Ủy ban T.Ư MTTQ Việt Nam và gia đình đã tổ chức trọng thể Lễ viếng với nghi thức lễ tang cấp Nhà nước. Sau đó, ông được an táng tại Nghĩa trang Công viên Vĩnh Hằng.